# Gianna Gancia
Gianna Gancia (ur. 31 grudnia 1972 w m. Bra) – włoska polityk, przedsiębiorca i samorządowiec, w latach 2009–2014 prezydent prowincji Cuneo, posłanka do Parlamentu Europejskiego IX kadencji.

## Życiorys
Po ukończeniu szkoły średniej podjęła studia prawnicze na Uniwersytecie Turyńskim. Przerwała je po śmierci ojca celem zajęcia się rodzinną firmą. Jako przedsiębiorca związana z branżą winiarską, a następnie także z sektorem filmowym. Była wiceprzewodniczącą organizacji skupiającej młodych przedsiębiorców w prowincji. Zaangażowała się również w działalność polityczną w ramach Ligi Północnej. Zasiadała w radzie miejskiej w Narzole.
W 2009 została wybrana na urząd prezydenta prowincji Cuneo, który sprawowała przez okres pięcioletniej kadencji do 2014. W 2012 powołana na przewodniczącą Ligi Północnej w Piemoncie. W 2014 uzyskała mandat radnej regionu Piemont. W 2019 uzyskała mandat posłanki do Parlamentu Europejskiego IX kadencji.
Jej mężem został polityk Roberto Calderoli.